# Qassym-Schomart Toqajew

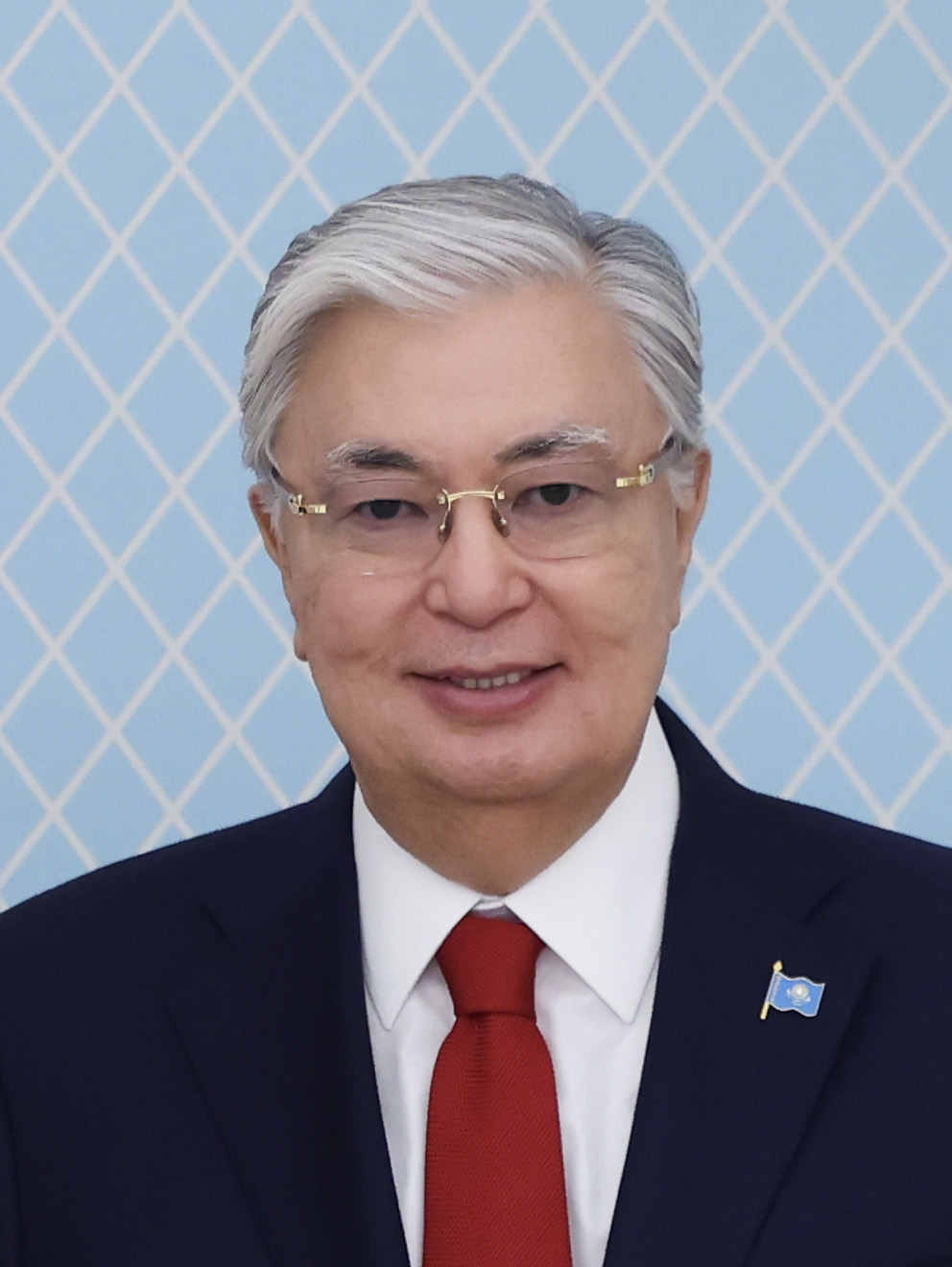
Qassym-Schomart Toqajew (2022)

Qassym-Schomart Kemeluly Toqajew (kasachisch Қасым-Жомарт Кемелұлы Тоқаев Qasym-Jomart Kemelūly Toqaev, deutsch Kassym-Schomart Kemelewitsch Tokajew; * 17. Mai 1953 in Alma-Ata, Kasachische SSR, Sowjetunion) ist ein kasachischer Diplomat und Politiker der Partei Amanat und seit dem 20. März 2019 Präsident Kasachstans. Zuvor war Toqajew bereits Generaldirektor des Genfer Büros der Vereinten Nationen und von 1999 bis 2002 Premierminister Kasachstans sowie Außenminister und Vorsitzender des kasachischen Senats.

## Biografie
Qassym-Schomart Toqajew, dessen Name von den kasachischen Behörden in deutschsprachigen Texten Kassym-Schomart Kemelewitsch Tokajew geschrieben wird, wurde in die Familie von Kemel Toqajew (1923–1986), bekannter kasachischer Schriftsteller, und Turar Schabarbaewa (1931–2000), Dozentin an der Pädagogischen Hochschule in Alma-Ata, hineingeboren.
Toqajew studierte seit 1970 am Staatlichen Moskauer Institut für Internationale Beziehungen und erhielt 1975 einen Abschluss. Er absolvierte 1983 Kurse am Sprachinstitut Peking und 1992 kam ein Abschluss an der Diplomatischen Akademie des russischen Außenministeriums hinzu. Toqajew erlangte 1998 den akademischen Grad Kandidat der Geschichtswissenschaften und 2001  einen Doktor in Politikwissenschaften.
Nach dem Abschluss seines Studiums am Moskauer Institut für Internationale Beziehungen arbeitete er für das Außenministerium der Sowjetunion. Er wurde zunächst an die sowjetische Botschaft in Singapur entsandt, wo er als Assistent tätig war. Nach seiner Rückkehr ins Außenministerium 1979 durchlief er verschiedene Positionen. Von 1985 bis 1991 wurde Toqajew zweiter und dann erster Sekretär der sowjetischen Botschaft in der Volksrepublik China.
Nachdem Kasachstan 1991 von der Sowjetunion unabhängig geworden war, wurde er im Dezember des Jahres stellvertretender Minister für Auswärtige Angelegenheiten des Landes. Bereits im Oktober 1994 löste er Qanat Saudabajew als Außenminister Kasachstans ab, ab März 1999 bekleidete er zudem das Amt des stellvertretenden Premierministers Kasachstans.  Nurlan Balghymbajew trat am 1. Oktober 1999 als Premierminister zurück, Toqajew als sein Stellvertreter führte dieses Amt zunächst kommissarisch aus und übernahm es am 12. Oktober offiziell. Nach rund zwei Jahren, am 28. 2002, trat er als Premierminister zurück und wurde erneut kasachischer Außenminister. Zwischen Januar 2002 und Juni 2003 bekleidete er zusätzlich das Amt des Staatssekretärs des Landes. Nach seiner zweiten Amtszeit als Außenminister war er von Januar 2007 bis April 2011 stellvertretender Vorsitzender des Senats der Republik Kasachstan.
Am 12. März 2011 wurde Qassym-Schomart Toqajew von Ban Ki-moon, dem Generalsekretär der Vereinten Nationen, zum  Generaldirektor des Büros der Vereinten Nationen in Genf ernannt, wodurch er automatisch Generalsekretär der UN-Konferenz für Abrüstung wurde.
Am 16. Oktober 2013 wurde Toqajew zum Präsidenten des kasachischen Senats gewählt. Am 20. März 2019 trat er die Nachfolge des am Vortage zurückgetretenen Nursultan Nasarbajew als amtierender Staatspräsident an. Kurze Zeit später kündigte Toqajew eine vorgezogene Präsidentschaftswahl an, bei der er als Kandidat für die Partei Nur Otan antrat. Mit mehr als 70 Prozent der Stimmen wurde er dabei zum Präsidenten gewählt.
Auf Toqajews Vorschlag benannte das kasachische Parlament Astana, die Hauptstadt Kasachstans, als Würdigung von Nasarbajews Lebensleistung, wenige Tage nach dessen Rücktritt in Nur-Sultan um. Am 16. September 2022 beschloss das kasachische Parlament eine Rückbenennung zu Astana und begrenzte die Amtszeit des Präsidenten Kasachstans auf maximal sieben Jahre.
Im Zuge der Unruhen in Kasachstan 2022 erteilte Toqajew der Polizei einen Schießbefehl gegen Demonstranten. Ihm zufolge hatte Kasachstan es mit „Banditen und Terroristen zu tun“, die ausgebildet worden waren und beseitigt werden mussten.

## Privates
Qassym-Schomart Toqajew ist geschieden und hat einen Sohn, Timur Toqajew (* 1984).